# Leonidas Burgos
Leonidas Adolfo Burgos Ruiz (* 18. Juni 1954 in Valdivia) ist ein ehemaliger chilenischer Fußballspieler auf der Position eines Stürmers. 

## Karriere
Leonidas Burgos, auch Pocho genannt, begann seine Karriere 1973 bei Green Cross Temuco und wechselte 1977 zu Deportes Concepción. Von 1980 bis 1987 spielte er für den CD O’Higgins. Zum Abschluss seiner Laufbahn war er für Provincial Osorno aktiv.